# Голані (бригада)
1-ша піхотна бригада «Гола́ні» (івр. חטיבת גולני) — піхотна бригада Армії оборони Ізраїлю, сформована 22 лютого 1948. Дислокована в північному військовому окрузі.

## Історія
Бригада брала участь у Арабо-ізраїльській війні (1947-1949)
Бригада брала участь в контртерористичній операції «Литий свинець» у грудні 2008 — січні 2009 року в секторі Газа.
Взяла участь в операції «Залізні мечі», в ході якої 14 листопада 2023 захопила імпровізований парламент ХАМАСу в Газі.